# ロッキーの春風
『ロッキーの春風』（ロッキーのはるかぜ、原題・Springtime in the Rockies）は、フィリップ・ワイリーの小説を原作として1942年に製作・公開されたアメリカ合衆国のミュージカル映画である。アーヴィング・カミングスが監督、ベティ・グレイブルとジョン・ペインらが出演している。テクニカラー撮影作品である。

## あらすじ

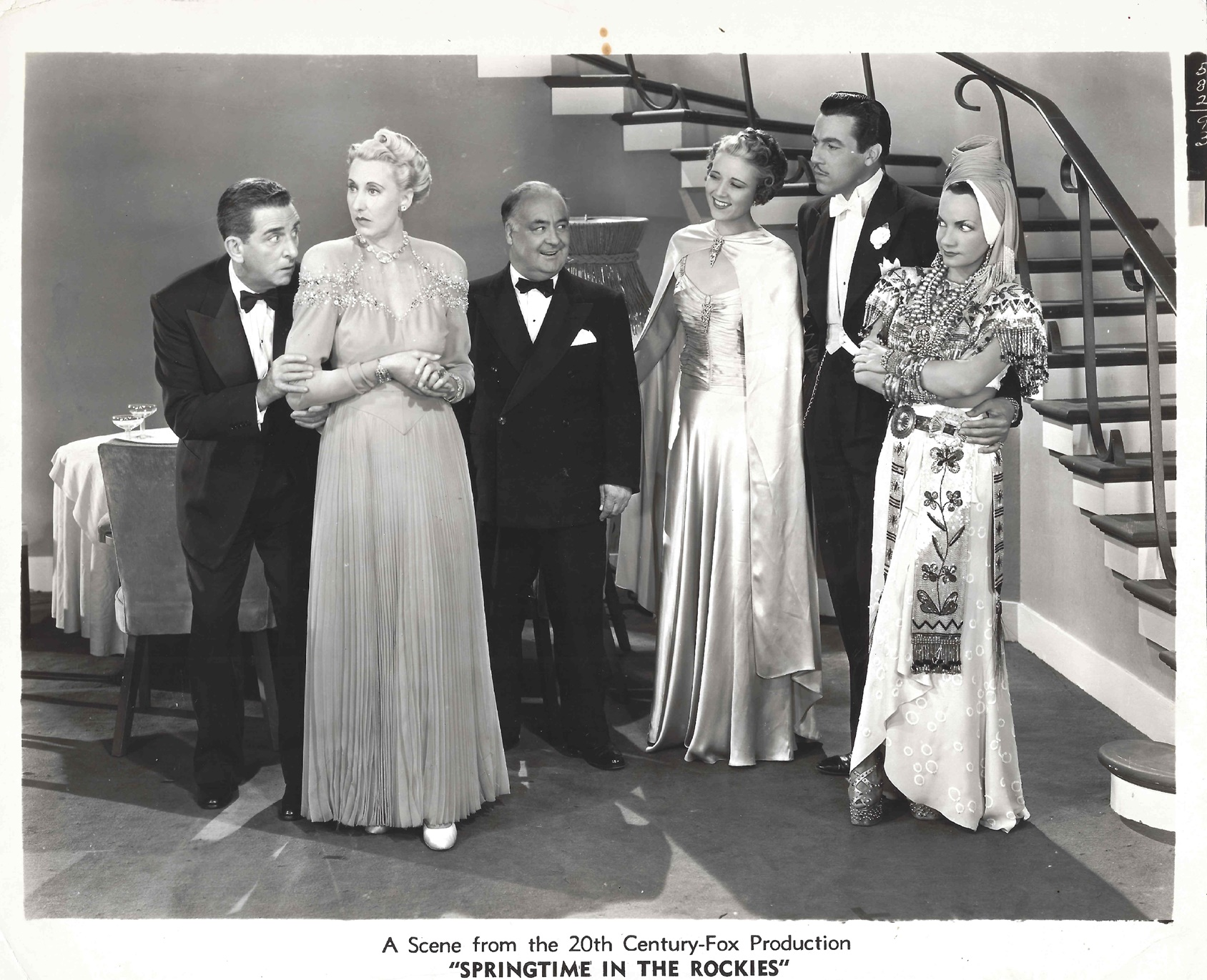
キャスティングメンバー、一番右はカルメン・ミランダ、その左はシーザー・ロメロ

ブロードウェイ42番街劇場のダンサーであるヴィッキーとダンは婚約者関係にあるものの、ダンの素行の悪さに愛想をつかしたヴィッキーは嘗てのパートナー・ヴィクターとともにロッキー山脈のレイク・ルイーズ湖畔まで行く。
酒場でふてくされていたダンを見かねた元マネージャーは、コンビを復活させるべく、ダンに酒場のバーテンダーのマクタヴィッシュとともにロッキー山脈まで行かせる。
そこでも彼はロシータという別の女と仲良くしたため、ヴィッキーの怒りを買ってしまう。それでも、ダンはヴィッキーとよりを戻すために奔走する。

## キャスト
- ヴィッキー・レイン：ベティ・グレイブル
- ダン・クリスティ：ジョン・ペイン
- ロシータ・マーフィ：カルメン・ミランダ
- ヴィクター・プリンス：シーザー・ロメロ
- フィービー・グレイ：シャーロット・グリーンウッド
- マクタヴィッシュ：エドワード・エヴェレット・ホートン
- ハリー・ジェイムス

## スタッフ
- 監督：アーヴィング・カミングス
- 製作：ウィリアム・ルバロン、ウィリアム・ゲッツ
- 脚本：ウォルター・バロック、ケン・イングランド、ジャック・テリー
- 音楽監督：アルフレッド・ニューマン
- 撮影：アーネスト・パーマー
- 編集：ロバート・L・シンプソン
- 美術：リチャード・デイ、ジョセフ・C・ライト
- 装置：トーマス・リトル
- 衣裳：アール・リューイック
- 振付：ハーミズ・パン